# Alboácem Ali ibne Iquíxida
Alboácem Ali ibne Iquíxida (em árabe: أبو الحسن علي بن الإخشيد‎; lit. "Abu de Hassã, filho de Iquíxida") foi o terceiro governante da dinastia iquíxida, que governou autonomamente o Egito, Palestina, Síria e Hejaz. Era um jovem filho do fundador da casa reinante, Maomé Iquíxida, e reinou desde a morte de seu irmão mais velho Unujur em 961. O poder real através de seu reinado, contudo, fora mantido pelo capaz eunuco negro Abul Misque Cafur.
Os principais eventos de seu reinado foram uma invasão núbia em 963, bem como o ressurgimento da revolta e raides beduínos no Deserto Ocidental e no Deserto da Síria, no último caso acompanhados pelo reaparecimento dos carmatas. Revoltas anti-cristãs foram provocadas por uma derrota da frota iquíxida contra a marinha bizantina em 960/963, bem como as ofensivas bizantinas sob Nicéforo Focas na Cilícia e norte da Síria.
Após a morte de Ali em janeiro de 966, Cafur marginalizou seu jovem filho Amade e tornou-se governante em seu próprio direito. Cafur governou até sua morte em 968, quando Amade sucedeu-o. O Estado iquíxida foi enfraquecido pelo tumulto interno e uma sucessão de más colheitas, o que levou-o à ruína com as invasões do Califado Fatímida em 969.